# San Pedro (Coahuila)
San Pedro es una ciudad mexicana situada en el estado de Coahuila, cabecera del municipio homónimo. Se localiza en la Comarca Lagunera, a 60 kilómetros de la ciudad de Torreón. 
Es considerada como la Cuna de la Revolución Mexicana, pese a que el título se lo disputan varias ciudades, iniciada en México en 1910. En esta ciudad se encuentra la que fue casa del expresidente Francisco I. Madero.

## Historia

### Fundación
Una vez terminada la guerra contra la invasión Francesa y los imperialistas, los soldados voluntarios republicanos, considerando que su misión había terminado, acordaron retirarse a realizar otras actividades. El coronel Jesús Ma. Gámez junto con el general Iram Mendoza, originarios de esta región, vinieron acompañados por varios soldados que se diseminaron por toda la región en los principales ranchos. El coronel y su grupo se radicaron en «San Lorenzo», e iniciaron gestiones para conseguir tierras para sembrar, pues eran diestros en esta actividades al proceder la mayoría de «Castañuelas», colonia agrícola al sur de Parras (fundada entre 1848 y 1850 por el coronel Gordonio Gámez, padre de Francisco Gámez).
El Gobierno de la República, presidido por Benito Juárez, incautó temporalmente las propiedades rurales a aquellos que en forma ostensible hubieran simpatizado con la intervención francesa y con las pretensiones de formar un Imperio nacional. Luisa Ibarra de Zuloaga, dueña de casi todas las tierras de La Laguna, que fue llamada «Dama de Honor» de la emperatriz Carlota, sufrió estas consecuencias, y sus ranchos «La Chona» y «El Hormiguero» quedaron a cargo del general Jerónimo Treviño, héroe de la batalla de Santa Isabel; y que a su vez, nombró administrador al Don Antonio Paz, encargado de la tienda de raya: Jesús M. Mier; empleados de categoría: Juan Acuña (quién en San Pedro fuera apoderado del mismo general), Anastasio González y Ricardo Sada.
Así pues, los soldados que vinieron a la laguna, radicados en «San Lorenzo» recibieron el ofrecimiento del gobernador del estado de Coahuila, para que recibieran tierras intervenidas. Don Jesús Ma. Gámez manifestó que los propietarios y él deseaban adquirir las tierras en venta. Con Manuel Azuela representante de Doña Luisa en «San Lorenzo» consiguieron en aparcería agrícola, dedicándose a sembrarlas; desgraciadamente, estas siembras fueron arrasadas por una gran creciente de agua que duró casi todo el año, por lo que les impidió el aprovechamiento posible, quedando en condiciones difíciles.
Como sus deseos eran formar una colonia agrícola, se dirigieron al apoderado general de doña Luisa, un francés de nombre Mateo de la Patza, en demanda de tierras donde establecerla; pero como este señor no simpatizaba con aquellos que hubieran militado en filas republicanas, se las negó en forma altanera.
En estas condiciones y conociendo la existencia de tierras que en «merced» poseía la ciudad de Parras, por documentación especial que tenían para ser colonizadas por los hijos de aquella población, siguiendo los lineamientos de la Colonia «Castañuelas» y basándose en el Decreto expedido por el Gobierno de la República a cargo de Benito Juárez, para colonización de las tierras, enviaron al Gobierno del Estado de Coahuila, un memorial solicitando las tierras necesarias donde radicar la Colonia. Firmaban esta solicitud Jesús Ma. Gámez, Zeferino Méndez, Francisco Gámez, Epitacio Sifuentes, Porfirio Dorante y Juan Acuña, todos vecinos de «San Lorenzo». Este documento lo llevó Epitafio Arreola, de oficio carpintero.
En esa época era Gobernador del Estado el general Victoriano Cepeda, quien recibió con verdadero agrado esta solicitud y con entusiasmo la patrocinó, logrando que les dieran a los colonos «Dieciséis sitios de Ganado Mayor», autorizándolos para que tomaran posesión de las tierras que creyeran apropiadas para sembrar; comunicando esto a las autoridades de Parras y poniéndolo en el superior conocimiento del Gobierno Federal. El licenciado Benito Juárez, presidente de la República, escribió a los colonos, felicitándolos y ofreciendo el respaldo de su Gobierno. (Estos documentos de importancia histórica se encontraban en la oficina de Francisco Gámez; pero desaparecieron al ser incendiada su habitación por las hordas de Victoriano Huerta en 1914).
Ya con la autorización del gobernador, Jesús Ma. Gámez, invitó a una reunión a los vecinos de «San Lorenzo» y ranchos cercanos. Fue aprobado e inmediatamente procedieron a organizar la expedición del 1° de febrero de 1869. Atravesaron el Río en el lugar que nombraron «Paso de las Carretas», para quedarse en el brazo del río, donde tenían que construir un paso con ramas y tierras para que pasara el convoy. Ahí nació la hija de unos peones, a la que llamaron Petra y adoptaron todos los colonos. Al terminar el paso continuaron su camino con muchas dificultades y penalidades, por la gran cantidad de agua del aniego y grietas del camino que imposibilitaban el avance de vehículos y cabalgaduras; fueron a acampar a un lugar que llamaron «Charco de Salazar» por el apellido del peón que encontró el charco del que manaba agua dulce y abundante; ahí en ceremonia celebraron la formación de la colonia y le dieron el nombre de San Pedro, que se ratificó más tarde, por haber encontrado ruinas de una misión, a la que consideraron como «Misión de San Pedro».
A la mañana siguiente, con toda equidar, se repartieron las tierras disponibles para sembrar, y al canto de un himno que llamaron «Himno al trabajo», compuesto por algunos de ellos, iniciaron los trabajos de preparación para la siembra de cereales.
Texas era fuente importante en la siembra del algodón. Al ser anexado a los Estados Unidos, se dificultó la salida de este producto hacia México, por lo que tenía que ser enviado de contrabando en trenes que iban por diferentes y peligrosos caminos hasta llegar a Parras y posteriormente a Saltillo y hacia el sur del país.
Los colonos que procedían de «Castañuelas» conocían el cultivo del algodonero, pues ya lo habían sembrado, utilizando la semilla que les proporcionaba el Francisco Bernardino de la Peña, administrador de la hacienda «El Rosario». Se pusieron en contacto con los jefes de aquellos trenes y lograron convencerlos para que les trajeran semilla procedente de las Colonias Alemanas en Texas, cobrándoles únicamente el Flete calculado hasta Parras, ya que la semilla en esos tiempos no se utilizaba en la Industria y se tiraba.
Ese año de 1869, no hubo crecientes fuertes, por lo que las aguas se retiraron del campamento y tuvieron que pensar en cambiarse de lugar, a uno inmediato a los brazos del Río que traía agua constante y dulce, por lo que acordaron irse a un sitio que llamaban «El Alto», porque sobresalió siempre de las aguas altas de los aniegos; ya en este lugar llegaron el resto de los Colonos y otros más que quedaban en «San Lorenzo». Se construyó el Poblado y un callejón que se llamó «Callejón Gámez» que llegaba a la Colonia desde el brazo del río más inmediato y unas plataformas en los mezquites, más altos del poblado, para desde ahí poder proteger y vigilar a las mujeres que iban por agua o a los que llevaban a las bestias a abrevar. Contaban que por la madrugada un hombre armado se acercaba a la orilla del agua y disparaba su arma; si al disparo volaban patos, era señal de tranquilidad, si por el contrario no volaban, enseguida se desplegaban hombres armados para ahuyentar a los intrusos. Para irrigar las tierras, se construyó un Canal al que llamaron «San Isidro» que partía de la hoy «Presa de Trasquila» seguía por el curso del canal de este nombre y continuaba al norte, por lo que sigue «San Isidro», su bordo era reforzado año por año, para que sirviera como dique contra los aniegos, a cuyas aguas se les daba salida por el lugar apropiado, sin perjuicio de la población.
Los colonos que de preferencia se dedicaron a la ganadería se retiraron del poblado para mayor comodidad y libertad de sus animales en «San Esteban», «San Nicolás» y «Las Habas» por el sur y al norte con «Los Salomón» y «Los Limón»; al frente de Don Valeriano Estrada; en esta forma la población quedó protegida (en Las Habas se podían ver las ruinas de un fortín, formado por dos paredes de adobe paralelas y equidistantes entre sí como metro y medio con claraboyas a distintas alturas, seguramente en él se parapetaban al ser atacados).

## Geografía

### Clima
San Pedro posee un clima seco extremoso. En verano alcanza temperaturas de hasta de 46.0 °C a la sombra, mientras que en invierno llega a bajar a 0 y ocasionalmente hasta -6.0 °C. La temperatura media anual es de 21.2 °C. Las lluvias son muy escasas, con heladas durante 20 días al año en promedio y granizadas durante 2 veces anuales.
| Parámetros climáticos promedio de San Pedro, Coahuila | Parámetros climáticos promedio de San Pedro, Coahuila | Parámetros climáticos promedio de San Pedro, Coahuila | Parámetros climáticos promedio de San Pedro, Coahuila | Parámetros climáticos promedio de San Pedro, Coahuila | Parámetros climáticos promedio de San Pedro, Coahuila | Parámetros climáticos promedio de San Pedro, Coahuila | Parámetros climáticos promedio de San Pedro, Coahuila | Parámetros climáticos promedio de San Pedro, Coahuila | Parámetros climáticos promedio de San Pedro, Coahuila | Parámetros climáticos promedio de San Pedro, Coahuila | Parámetros climáticos promedio de San Pedro, Coahuila | Parámetros climáticos promedio de San Pedro, Coahuila | Parámetros climáticos promedio de San Pedro, Coahuila |
| Mes                                                   | Ene.                                                  | Feb.                                                  | Mar.                                                  | Abr.                                                  | May.                                                  | Jun.                                                  | Jul.                                                  | Ago.                                                  | Sep.                                                  | Oct.                                                  | Nov.                                                  | Dic.                                                  | Anual                                                 |
| ----------------------------------------------------- | ----------------------------------------------------- | ----------------------------------------------------- | ----------------------------------------------------- | ----------------------------------------------------- | ----------------------------------------------------- | ----------------------------------------------------- | ----------------------------------------------------- | ----------------------------------------------------- | ----------------------------------------------------- | ----------------------------------------------------- | ----------------------------------------------------- | ----------------------------------------------------- | ----------------------------------------------------- |
| Temp. máx. abs. (°C)                                  | 34.5                                                  | 38.0                                                  | 39.5                                                  | 44.0                                                  | 42.0                                                  | 45.0                                                  | 43.5                                                  | 44.0                                                  | 43.0                                                  | 39.0                                                  | 37.5                                                  | 35.0                                                  | 45.0                                                  |
| Temp. máx. media (°C)                                 | 21.9                                                  | 24.7                                                  | 28.5                                                  | 31.9                                                  | 34.9                                                  | 35.8                                                  | 34.9                                                  | 34.5                                                  | 32.2                                                  | 29.8                                                  | 26.2                                                  | 22.4                                                  | 29.8                                                  |
| Temp. media (°C)                                      | 13.0                                                  | 15.2                                                  | 18.7                                                  | 22.5                                                  | 25.9                                                  | 27.6                                                  | 27.2                                                  | 26.9                                                  | 25.0                                                  | 21.6                                                  | 17.2                                                  | 13.5                                                  | 21.2                                                  |
| Temp. mín. media (°C)                                 | 4.0                                                   | 5.8                                                   | 9.0                                                   | 13.0                                                  | 16.9                                                  | 19.4                                                  | 19.6                                                  | 19.3                                                  | 17.8                                                  | 13.4                                                  | 8.1                                                   | 4.5                                                   | 12.6                                                  |
| Temp. mín. abs. (°C)                                  | -10.0                                                 | -7.0                                                  | -4.0                                                  | -2.0                                                  | 6.0                                                   | 10.0                                                  | 8.0                                                   | 8.0                                                   | 8.0                                                   | 0.5                                                   | -4.0                                                  | -9.0                                                  | -10.0                                                 |
| Precipitación total (mm)                              | 9.7                                                   | 4.3                                                   | 3.1                                                   | 5.7                                                   | 20.6                                                  | 25.1                                                  | 30.8                                                  | 27.2                                                  | 33.0                                                  | 11.6                                                  | 6.0                                                   | 8.0                                                   | 185.1                                                 |
| Días de precipitaciones (≥ 1 mm)                      | 1.5                                                   | 0.9                                                   | 0.6                                                   | 0.8                                                   | 1.8                                                   | 2.6                                                   | 3.6                                                   | 3.3                                                   | 3.1                                                   | 1.7                                                   | 1.2                                                   | 1.3                                                   | 22.4                                                  |
| Fuente: Servicio Meteorológico Nacional               |                                                       |                                                       |                                                       |                                                       |                                                       |                                                       |                                                       |                                                       |                                                       |                                                       |                                                       |                                                       |                                                       |

Comúnmente se vive de tolvaneras (terregales) en esta región que hacen que todo se llene de tierra, por lo cual es muy común el viento en San Pedro.

### Fauna silvestre
Existe presencia de coyotes, liebres, lagartijas, tarántulas, osos, venados, mapaches, jabalíes, zorros, tortugas del desierto, pumas, víbora de cascabel, víbora chirrionera, camaleón, correcaminos, cenzontle (chivo), gorrión común (chilero), palomo, etc.

## Demografía
De acuerdo con el Censo de Población y Vivienda realizado en 2020 por el Instituto Nacional de Estadística y Geografía (INEGI), en San Pedro había un total de 49 490 habitantes, de los que 25 496 eran mujeres y 23 994 eran hombres.

## Educación

### Educación básica y media superior
La educación básica y media en San Pedro está cubierta por una serie de escuelas tanto públicas como privadas.

### Educación superior
- Instituto Tecnológico Superior de San Pedro de las Colonias[10]
- Escuela de Administración de la Universidad Autónoma de Coahuila[11]
- Universidad Politécnica de la Región Laguna[12]

## Medios de transporte

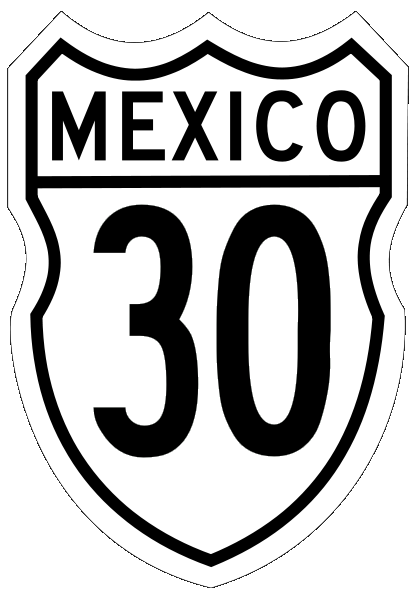
Carretera Federal 30

San Pedro está conectado principalmente a través de la Carretera Federal 30, que comunica con Torreón y Francisco I. Madero al suroeste, y con Cuatrociénegas y Monclova al noreste.
Además, varias carreteras estatales conectan San Pedro con pequeñas localidades de la zona.

## Salud
La infraestructura de salud de San Pedro se compone de diversos centros públicos y privados, entre los que destacan:
- Hospital General de San Pedro Coahuila[13]
- Hospital General de Subzona n.º 21 del IMSS[14]

## Personas destacadas
- Juan Francisco de Farías, hacendado y político.
- Francisco L. Urquizo, militar revolucionario.
- Pedro Rodríguez Triana, militar y gobernador.
- Braulio Fernández Aguirre, político y gobernador.
- Eduardo Aguirre, futbolista medallista olímpico.
- Alberto Castro Flores, inventor y empresario.